# Gordon Wilkins
Gordon Wilkins (ur. 6 października 1912 roku, zm. 11 kwietnia 2007 roku) – brytyjski kierowca wyścigowy.

## Kariera
W wyścigach samochodowych Wilkins poświęcił się głównie startom zaliczanym do klasyfikacji Mistrzostw Świata Samochodów Sportowych. W latach 1939, 1951-1953 Brytyjczyk pojawiał się w stawce 24-godzinnego wyścigu Le Mans. W pierwszym sezonie startów uplasował się na piątej pozycji w klasie 1.1, a w klasyfikacji generalnej był osiemnasty. W latach 1954-1955 odnosił zwycięstwa w klasie S 1.5. Rok później był trzeci w S 3.0.